# Drużynowy Puchar Polski w tenisie stołowym
Drużynowy Puchar Polski w tenisie stołowym – coroczne cykliczne zmagania sportowe od 1994 roku organizowane przez Polski Związek Tenisa Stołowego. W pierwszej fazie rozgrywki prowadzone są na szczeblu wojewódzkim, których celem jest wyłonienie zdobywcy Pucharu Polski w danym województwie. Następnie 16 zwycięzców wojewódzkich bierze udział w czterech półfinałowych turniejach o Puchar Polski. Zwycięzcy turniejów półfinałowych spotykają się w turnieju finałowym, a jego triumfator ogłaszany jest zdobywcą Drużynowego Pucharu Polski.

## Zwycięzcy[1]
| Sezon     | Mężczyźni                                           | Kobiety                                             |
| --------- | --------------------------------------------------- | --------------------------------------------------- |
| 1993/1994 | Euromirex Radom                                     | Start Włocławek                                     |
| 1994/1995 | Euromirex Radom                                     | Wanda Nowa Huta                                     |
| 1995/1996 | KS Piaseczno                                        | Wanda Nowa Huta                                     |
| 1996/1997 | KS Piaseczno                                        | AZS Częstochowa                                     |
| 1997/1998 | KS Piaseczno                                        | Cyfral Zagrodniki Łódź                              |
| 1998/1999 | Morliny Ostróda                                     | Cyfral Zagrodniki Łódź                              |
| 1999/2000 | Odra Księginice                                     | AZS Politechnika Wrocławska                         |
| 2000/2001 | Morliny Ostróda                                     | AZS Częstochowa                                     |
| 2001/2002 | Odra Księginice                                     | LUKS Stawiguda                                      |
| 2002/2003 | Odra Księginice                                     | AZS Częstochowa                                     |
| 2003/2004 | Odra Księginice                                     | AZS Częstochowa                                     |
| 2004/2005 | Odra Księginice                                     | AZS Częstochowa                                     |
| 2005/2006 | Odra Księginice                                     | AZS Częstochowa                                     |
| 2006/2007 | Bogoria Grodzisk Mazowiecki                         | Rafaello Kazimierza Wielka                          |
| 2007/2008 | Bogoria Grodzisk Mazowiecki                         | Rafaello Kazimierza Wielka                          |
| 2008/2009 | Trasko Ostrzeszów                                   | SKTS Sochaczew                                      |
| 2009/2010 | Gorzovia Gorzów Wielkopolski                        | GLKS Nadarzyn                                       |
| 2010/2011 | Trefl Zamość                                        | Gorzovia Gorzów Wielkopolski                        |
| 2011/2012 | Silesia Miechowice                                  | SKTS Sochaczew                                      |
| 2012/2013 | Silesia Miechowice                                  | AZS Częstochowa                                     |
| 2013/2014 | Polonia Bytom                                       | MKSTS Polkowice                                     |
| 2014/2015 | Gwiazda Bydgoszcz                                   | SKTS Sochaczew                                      |
| 2015/2016 | Kolping Jarosław                                    | Bronowianka Kraków                                  |
| 2016/2017 | Polonia Bytom                                       | AZS Częstochowa                                     |
| 2017/2018 | Kolping Jarosław                                    | AZS UE Wrocław                                      |
| 2018/2019 | Polonia Bytom                                       | MRKS Gdańsk                                         |
| 2019/2020 | Rozgrywek nie dokończono z powodu pandemii COVID-19 | Rozgrywek nie dokończono z powodu pandemii COVID-19 |
| 2020/2021 | Rozgrywek nie dokończono z powodu pandemii COVID-19 | Rozgrywek nie dokończono z powodu pandemii COVID-19 |
| 2021/2022 | Energa Manekin Toruń                                | AZS UE Wrocław                                      |
| 2022/2023 | Gwiazda Bydgoszcz                                   | KU AZS Politechnika Rzeszów                         |
| 2023/2024 | KTS Gliwice                                         | KU AZS Politechnika Rzeszów                         |
| 2024/2025 | Dekorglass Działdowo                                | UE AZS Wrocław                                      |